# 1889年逝世人物列表
1889年逝世人物列表：1月 - 2月 - 3月 - 4月 - 5月 - 6月 - 7月 - 8月 - 9月 - 10月 - 11月 - 12月
下面是1889年逝世的知名人士列表。

## 1月

### 1月13日
- 所羅門·邦迪，美國政治家

### 1月22日
- 卡洛·佩莱格里尼，義大利漫畫家

### 1月30日
- 奧地利王儲魯道夫（自殺）
- 玛丽·韦策拉，韋策拉男爵，奧匈帝國皇儲魯道夫之情婦。（自殺）

## 2月

### 2月3日
- 貝爾·斯塔爾，美國亡命之徒

### 2月13日
- 若昂·毛里西奧·范德萊，巴西地方法官和政治家

## 3月

### 3月5日
- 瑪麗·路易士·布斯，美國《時尚芭莎》主編

### 3月8日
- 約翰·愛立信，瑞典發明家、工程師

### 3月9日
- 衣索比亞皇帝约翰尼斯四世

### 3月13日
- 菲利斯·瓦雷西，法國出生的義大利男中音

### 3月22日
- 斯坦利·马修斯，美國法學家和政治家

### 3月24日
- The Leatherman，可能是在美國的法裔加拿大流浪漢

## 4月

### 4月6日
- 黑森-卡塞爾的奧古斯塔公主

### 4月7日
- 優素福·貝·卡拉姆，黎巴嫩民族主義領袖[1]

### 4月9日
- 蜜雪兒·歐仁·謝弗勒，法國化學家

### 4月12日
- 羅伯特·鄧斯繆爾，蘇格蘭出生的加拿大實業家和政治家

### 4月15日
- 達米盎神父，比利時羅馬天主教神父，夏威夷麻風病傳教士和聖人

### 4月21日
- 塞瓦斯蒂安·莱尔多·德·特哈达，墨西哥法學家，墨西哥第27任總統[2]

### 4月25日
- 瑪麗·多米納斯，夏威夷的美國定居者

## 5月

### 5月9日
- 威廉·哈尼，美國陸軍上將

### 5月10日
- 米哈伊爾·薩爾蒂科夫-謝德林，俄羅斯諷刺作家

### 5月14日
- 沃爾尼·霍華德，美國政治家

### 5月28日
- 瑪德琳·文頓·達爾葛籣，美國翻譯家和反選舉權主義者

## 6月

### 6月8日
- 杰拉尔德·曼利·霍普金斯，英國詩人[3]

### 6月10日
- 亞伯拉罕·霍赫穆斯，匈牙利拉比

### 6月15日
- 米哈伊·愛明內斯庫，羅馬尼亞詩人

### 6月25日
- 露西·韋伯·海斯，美國第一夫人

## 7月

### 7月4日
- 蘇珊·凱薩琳·科納·賴特，萊特兄弟的母親

### 7月7日
- 乔瓦尼·博泰西尼（Giovanni Bottesini），義大利指揮家、作曲家和低音提琴演奏家[4]

### 7月10日
- 裘莉婭·加德納·泰勒，美國第一夫人

## 8月

### 8月2日
- 愛德華多·古鐵雷斯，阿根廷作家

### 8月19日
- 奧古斯特·維利耶·德·利爾-亞當，法國作家[5]

## 9月

### 9月23日
- 威尔基·柯林斯，英國小說家[6]

### 9月24日
- 查理斯·勒魯，美國熱氣球運動員、跳傘運動員

### 9月29日
- 路易·費德赫貝，法國將軍和殖民地行政長官

## 10月

### 10月10日
- 阿道夫·冯·亨泽尔特，德國鋼琴家和作曲家

### 10月11日
- 詹姆斯·焦耳，英國物理學家

### 10月17日
- 羅德里戈·奧古斯托·達席爾瓦，巴西參議員，《黃金法》的作者
- 約翰·哈特朗夫特，聯邦陸軍軍官和榮譽勳章獲得者

### 10月19日
- 葡萄牙國王路易士一世

### 10月25日
- 埃米爾·奧吉爾，法國戲劇家[7]

## 11月

### 11月16日
- 俄羅斯革命者謝爾蓋·博博霍夫（Sergei Bobokhov）自殺，以抗議在西伯利亞鞭打女同志。

### 11月18日
- 威廉·阿林厄姆，愛爾蘭作家[8]

### 11月20日
- 奧古斯特·阿爾奎斯特，芬蘭教授、詩人、芬蘭-烏戈爾語學者、作家和文學評論家[9]

### 11月24日
- 喬治·彭德爾頓，美國政治家

## 12月

### 12月6日
- 傑斐遜·大衛斯，美利堅聯盟國總統[10]

### 12月12日
- 羅勃特·白朗寧，英國詩人[11]

### 12月28日
- 两西西里的特雷莎·克里斯蒂娜，巴西皇后

### 12月29日
- 格萊爾，達荷美國王（自殺）
- 普莉希拉·庫珀·泰勒，美國事實上的第一夫人

### 12月30日
- 亨利·尤爾爵士，蘇格蘭東方學家

### 12月31日
- Ion Creangă，羅馬尼亞作家